# Хамабе Мінамі
Мінамі Хамабе (яп. 浜 辺 美 波, нар. 29 серпня 2000 року в місті Ісікава, Японія) — японська акторка, яка знялася в декількох драматичних серіалах. Здобула широку популярність завдяки ролі у фільмі «Дай мені з'їсти твою підшлункову».
Окрім фільмів та телесеріалів, Хамабе також виступає в музичних відеороликах.

## Нагороди
Вона здобула декілька нагород за найкращий акторський дебют та як найкраща нова виконавиця. Так під час конкурсу 7th Toho Cinderella Audition вона одержала нагороду «Нового покоління» (the New Generation Award)
| Рік  | Нагорода                      | Категорія                                   | Твір                                                      | Результат | Посилання |
| ---- | ----------------------------- | ------------------------------------------- | --------------------------------------------------------- | --------- | --------- |
| 2017 | 30th Nikkan Sports Film Award | Найкращий дебют                             | «Дай мені з'їсти твою підшлункову», «Айджин: напівлюдина» | Перемога  | [ 7 ]     |
| 2017 | 30th Nikkan Sports Film Award | Найкраща акторка                            | «Дай мені з'їсти твою підшлункову»                        | Номінація | [ 8 ]     |
| 2017 | 42nd Hochi Film Award         | Найкращий новий актор/Найкраща нова акторка | «Дай мені з'їсти твою підшлункову»                        | Перемога  | [ 9 ]     |
| 2018 | 72nd Mainichi Film Awards     | Найкраща нова акторка                       | «Дай мені з'їсти твою підшлункову»                        | Номінація | [ 10 ]    |
| 2018 | 60th Blue Ribbon Awards       | Найкращий дебют                             | «Дай мені з'їсти твою підшлункову»                        | Номінація | [ 11 ]    |
| 2018 | 27th Tokyo Sports Film Award  | Найкращий акторський дебют                  | «Дай мені з'їсти твою підшлункову»                        | Номінація | [ 12 ]    |
| 2018 | 41st Japan Academy Prize      | Найкращий дебют року                        | «Дай мені з'їсти твою підшлункову»                        | Перемога  | [ 13 ]    |